# Justin Kerrigan
Pour les articles homonymes, voir Kerrigan.
Justin Kerrigan est un réalisateur britannique né à Cardiff en 1974. Il a notamment réalisé Human Traffic (1999) et I Know You Know (2008), avec Robert Carlyle dans le rôle principal (film inédit en France).